# Welcome Home (film 1912)
Welcome Home è un cortometraggio muto del 1912 diretto da Hay Plumb.
Si conoscono pochi dati del film che, prodotto dalla Hepworth, fu distrutto nel 1924 dallo stesso produttore. Cecil M. Hepworth, in gravi difficoltà finanziarie, giunse a tanto per poter recuperare il nitrato d'argento della pellicola.

## Trama
Piccoli inconvenienti della vita casalinga, con giovani mogli alle prese con gli aggeggi infernali della cucina.

## Produzione
Il film fu prodotto dalla Hepworth.

## Distribuzione
Distribuito dalla Hepworth, il film - un cortometraggio di circa 152 metri - uscì nelle sale cinematografiche britanniche nel maggio 1912.